# Halectinosoma littorale
Halectinosoma littorale är en kräftdjursart som först beskrevs av Nicholls 1939.  Halectinosoma littorale ingår i släktet Halectinosoma och familjen Ectinosomatidae. Inga underarter finns listade i Catalogue of Life.